# トレオース
トレオース（英: threose）は、四炭糖およびアルドースに分類される糖の一種である。
不斉炭素原子を2個持ち、異性体のエリトロースとともに、不斉原子が2個ある化合物における命名の基準となっている。すなわち、フィッシャー投影図で同じリガンドが同じ側にくるものをエリトロ体 (erythro-) 、反対側に来るものをトレオ体 (threo-) という。
DNAやRNAのリボースの代わりにトレオースが結合したトレオヌクレオチド (TNA) は、ワトソン-クリック塩基対形成 によって、DNAやRNAとも安定な2重らせんを形成する。
構造の似ている酒石酸の英語名 (threaric acid) から命名された。また、アミノ酸のトレオニンは、トレオースに構造が似ていることから命名された。

トレオースの2つのエナンチオマーのフィッシャー投影式